# Gárdos Péter (fotóriporter)
Gárdos Péter (Gárdos Péter Ottó, Budapest, 1940. június 17. – Budapest, 1956. október 25.) ipari tanuló, újságíró, a Magyar Távirati Iroda (MTI) fotóriporter gyakornoka. 1956-ban a Kossuth téri sortüzek áldozata lett 16 éves korában.

## Élete
Goldfinger Mihály kárpitossegéd és Kronisz Etelka fiaként született Budapest XIII. kerületében.
Gárdos Péter volt kollégája, Keleti Éva visszaemlékezése szerint a nagyanyjával élt együtt, szüleit 1944-ben az auschwitzi vagy mauthauseni munkatáborban meggyilkolták. Kulka Ernő szerint, aki akkor az MTI fotóriportere volt „pontos, megbízható, tisztelettudó gyerek” volt.
Az MTI honlapja szerint a hírügynökségnél évtizedekig senki nem tudott róla, hogy a harcoknak MTI-s újságíró is áldozatává vált.
Az október 25-ei sortűz 50. évfordulóján avatták fel Gárdos Péter emléktábláját, amelyet az MTI Naphegy téri épületének falán helyeztek el.
Keleti Éva így emlékezett vissza rá: „Én úgy emlékszem, hogy 1956. október 25-én Gárdos Péter Bojár Sándorral együtt ment el. Gárdos Péter gyakornok volt, ahogy abban az időben a fotóriporterek mellett dolgozó világosítók. Borzasztóan érvényesülni akaró fiatal gyerek volt, minden alkalmat megragadott, hogy ő is kimenjen fotografálni. És mindenkivel ment is. Az MTI-ben van olyan kép rólam, amit ő készített 1956 szeptemberében, mert jött velem világosítani. Tartotta a lámpát, de közben fotografált. Nagyon-nagyon jó képességű és nagyon érvényesülni akaró valaki volt”.
Egy másik kollégája, Farkas Tamás a helyszínen járt. Ő ezt írta: „A kettes villamos megállója ugyanott volt, ahol ma, s a Parlament felől eső rész nem virágokkal és bokrokkal volt tele, mint ma, hanem szép fű, rézsű volt. Parkszerűen volt megcsinálva, és ott feküdt egy csomó ember. Fogalmam nincs, hogy 20 volt vagy mennyi…
És ott feküdt a Péter. Onnan tudtam, hogy meghalt, hogy szegény valami egészen kifacsart pózban volt, a lába maga alá bicsaklott. Szőkés haja földes volt.”